# Sébrazac
Sébrazac település Franciaországban, Aveyron megyében. Lakosainak száma 533 fő (2022. január 1.). Sébrazac Bessuéjouls, Bozouls, Campuac, Coubisou, Estaing, Golinhac, Rodelle és Villecomtal községekkel határos.

## Népesség
A település népessége az elmúlt években az alábbi módon változott:
| Lakosok száma | 521  | 466  | 476  | 506  | 503  | 505  | 506  | 521  | 529  | 533  |
|               | 1968 | 1982 | 1990 | 2006 | 2013 | 2015 | 2017 | 2019 | 2020 | 2022 |